# Adnan Karim
Adnan Karim Rashed, född 1 juli 1963 i Kirkuk, Irak, är en kurdisk sångare. I dagsläget bor han i Uppsala med sin familj.
Adnan föddes till en fattig familj i det oljerika Kurdistan men började göra musik i unga dagar, även i Kurdistan hade han passion för musiken. Adnan kom till Sverige 1992 efter att Saddam Hussein påbörjat gasattackerna mot kurderna.Adnan flydde från Irakkriget. Kriget påverkade många kurder under Saddam Husseins tid som ledare.

## Album
- 1993 – Bîrtan Dekem ( Jag saknar er)
- 1995 – Raz(Bekännande)
- 1996 – Şewî Yelda (Den långa natten)
- 1999 – Eroy Oxîr (Adjö)
- 2002 – Shînî Ba (Vindens viskning)
- 2002 – Live Consert in Stockholm
- 2004 – Tavgeyek le Ishq (Kärlekens vattenfall)
- 2006 – Emshow (Ikväll)
- 2010 – Wefayi (Lojalitet)
- 2012 – Badey Golrang I (Färglad drink)